# Falk Géza
Falk Géza (Budapest, 1899. január 16. – Pozsonyligetfalu, 1945. március 29.) zeneszerző, zenei szakíró.

## Életútja
Budapesten született Falk Ede (1863–1942) kereskedő és Grosz Aranka gyermekeként izraelita családban. Apai nagyszülei Falk Izsák kereskedő és Medak Anna, anyai nagyszülei Grosz Adolf kereskedő és Kulcsár Eszter voltak. 1922-ben végezte a Zeneművészeti Főiskolát. Négy évig volt a budapesti Zsidó Gimnázium zenei vezetője. 1937-ben Budapesten házasságot kötött Szamosi József és Fekete Aranka lányával, Anna Mártával.
Azok közé a magyar zenészek közé tartozott, akik a zsidó népi zene alapjain komponáltak.

## Művei

### Könyvek magyar nyelven
Műveinek listája:
- Általános zeneelmélet: Zenei formatan, Budapest, ? [1920-as évek?]
- Formatan, Budapest. ?
- Liszt breviárium, Budapest. 1936
- Mindentudó zenei zsebkönyv, Budapest. 1936
- A magyar muzsika mesterei. Budapest. 1937.
- Vezető a zene világában. Budapest. 1937.
- Barangolás zeneországban. Budapest. 1938.
- Zenei kislexikon, Budapest. 1938
- Csajkovszkij különös élete, Budapest. 1940
- Zenei műszótár, Budapest. 1941
- Verdi élete és művészete, Budapest. 1941
- A halhatatlan dilettáns. Muszorgszkij élete, művészete és művei, Budapest. 1942
- Puccini élete és művészete, Budapest. 1942
- Muszorgszkij élete és művészete, Budapest. ?
- Beethoven összes szimfóniái, Budapest. 1943
- Wagner élete és művészete, Budapest. 1943
- Zenei műszótár, Budapest. ?
- A hegedű szárazfája, Budapest. ?
- Rádióhallgatók lexikona I–II., Budapest. 1944 (Tiszai Andorral közösen)
- A magyar muzsika hőskora és jelene történelmi képekben, Budapest. 1944
- Zongora-, hegedű-, gordonka-, orgona-, klarinét-, kürtművek; zenekari átiratok. Napi-, hetilapokban megjelent írásai a zenetörténet, esztétika, elmélet és zenetudomány köréből, Budapest. ?

### Könyvek idegen nyelven
- Alwissendes Taschenbuch

### Zenei művek
A kompozíciók listája:
- Egyedem begyedem. Gyermekdalok – magyardalok, Budapest. é. n.
- Liszt–Falk: II. rapszódia
- Liszt–Falk: Libestraum
- Angol gyermekdalok
- Lengyel gyermekdalok
- Cseh-szlovák gyermekdalok
- Nemzetközi gyermekdalgyűjtemény
- A furulyás: Oratórium nagyzenekarra, magánének-szólamokra és gyermekkarra
- A kinyilatkoztatás. Opera 3 felvonásban
- Endymion. Pantomim 1 felvonásban
- A kínai fuvola. Zenekari szvit
- Zenei karakterológia. Zenekari szvit
- Magyar táncok. Zenekari szvit
- Ady-dalok
- Petőfi-dalok
- Goethe-dalok
- Simán- és más költők verseire komponált dalok
- Népdalfeldolgozások
- 2 vonósnégyes
- 1 vonóshármas
- Kürtnégyes
- Fúvóshármas